# Vale da Sancha

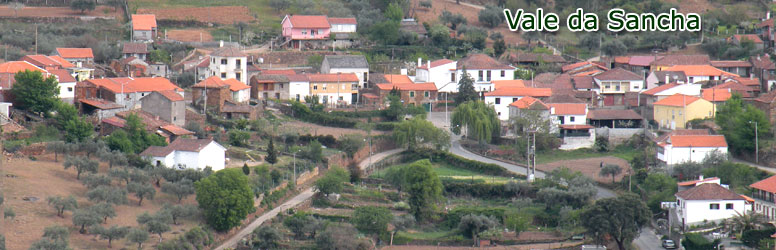
Vale da Sancha

Vale da Sancha é uma pequena aldeia da freguesia de Frechas, no concelho de Mirandela, distrito de Bragança, Portugal. Segundo censo de 2011, havia 150 residentes. Perto do sítio, há vestígios de ruínas e uma estrada mourisca, e no interior há uma igreja, sede da paróquia da região. Há algumas décadas, Vale da Sancha foi uma freguesia autônoma.